# Zwei Tage Zwei Nächte
Zwei Tage Zwei Nächte ist ein Filmdrama aus dem Jahr 2006 unter der Regie von Julia Loktev, die auch das Drehbuch schrieb. Der gemeinschaftlich von ARTE, FaceFilm und dem ZDF produzierte Film schildert auf minimalistische Weise die 48 Stunden im Leben einer jugendlichen Frau in New York City vor ihrem geplanten Selbstmordattentat und verfolgt sie dabei minutiös mit der Kamera.
Die ca. 350.000 $ teure Produktion wurde hauptsächlich finanziert durch das ZDF und mit 75.000 $ Fördermitteln aus dem Richard Vague Film Production Fund for Alumni von Loktevs Alma Mater, der New York University.

## Handlung
Eine junge Frau reist mit dem Bus nach New York City, wobei sie in einer Art Gebet murmelnd mehrere Todesarten aufsagt und am Ende ankündigt, dass ihr Tod nur einem gewidmet sein soll, den sie dabei in der zweiten Person anredet. In New York City eingetroffen nimmt sie über Handy Kontakt mit einem Unbekannten auf, der ihr zuerst nur telefonisch Anweisungen gibt und wird dann zu einem Hotel gefahren. Bald trifft sie dort auf ihrem Zimmer drei Männer, die dabei ständig Skimasken tragen und es wird schnell deutlich, dass die junge Frau, deren Name im Film nie genannt wird, ein Attentat verüben soll. Die anonymen Männer geben ihr Instruktionen, eine neue Identität für den Notfall und machen Aufnahmen von ihr in militärischer Montur vor dem Hintergrund revolutionär anmutender Motive, wobei sie ständig völlig gefasst, höflich und folgsam bleibt. Das Motiv für die Aktion bleibt währenddessen unklar.
Später wird sie mit verbundenen Augen von den Männern in den Keller eines anderen Gebäudes gebracht, wo ein gehörloser Bombenkonstrukteur (ebenfalls mit Skimaske) und seine Dolmetscherin (mit Kopftuch und transparentem Schleier) sie mit der Handhabung eines Rucksacks, gefüllt mit Sprengstoff und Nägeln vertraut machen. Diese Rucksackbombe soll sie am Times Square inmitten einer Menschenmenge zünden.
Schließlich kommt die junge Frau auf den turbulenten Straßen von Manhattan an, den Rucksack auf den Schultern. Für eine Weile unternimmt sie auf ihrem Weg zum Times Square noch einen Spaziergang, auf dem sie sich mehrmals bei verschiedenen Gelegenheiten Leckereien kauft. An einer Ampel kommt es, wie geplant, zum Zeitpunkt, an dem sie den Zünder der Bombe aktivieren soll. Sie verliert jedoch trotz ihrer bisherigen Entschlossenheit angesichts der vielen Menschen die Nerven und flüchtet auf die Toilette eines naheliegenden Geschäfts. Wieder zur Fassung gekommen unternimmt sie einen neuen Versuch. Diesmal versagt allerdings der Zünder. Halb-panische und halb-verzweifelte Versuche, die Bombe zu reparieren, anderweitig zur Detonation zu bringen oder mit den Organisatoren und auch ihren Eltern telefonisch Kontakt aufzunehmen, bleiben erfolglos. Zuletzt wird es Nacht, ihre wiederum wie ein Gebet formulierte Frage, warum ihr Opfer nicht gewollt wird, bleibt unbeantwortet.

## Kritiken
Justin Chang schrieb in Variety, der Film sei durch seine einfache Strenge abwechselnd frustrierend und beeindruckend. Der Film könne zwar wegen seines radikalen Minimalismus mit keinem großen Publikum rechnen. Williams Spiel sei jedoch erfolgreich darin, den Zuschauer zur Identifikation mit ihrer Rolle zu zwingen, was einen ernsthaft beunruhige.
Stephen Holden kaprizierte sich in seinem Lob für den Film in The New York Times auf das Gesicht von Williams, das nicht nur wegen ihres vielfältigen Mimenspiels unvergesslich sei und das er mit der jungen Sandra Bernhard verglich. Die Bewertung des Filmes selbst hinge aber daran, wie viel Toleranz man für konzeptionelle Tricks habe. In seinem Versuch, den Zuschauer ohne Erklärungen in der Gedankenwelt eines Terroristen einzusperren, erinnere er teilweise an Elephant und erreiche dabei, ähnlich wie Paradise Now, eine ungeheure Spannung.
Howie Movshovitz vertrat in The Hollywood Reporter die Ansicht, der Film besteche vor allem durch enorme Kontrolle und Disziplin, sowie die vielen Fragen, die der Zuschauer sich stelle. Zudem lobte Movshovitz die Verwendung der digitalen Handkamera, wodurch der Film sehr realitätsnah und atmosphärisch spannend wirke.
Geoff Andrew schrieb in Time Out London, der Film sei anspruchsvoll, aber mangelhaft, da er zu viele Längen habe und sich zu sehr auf das Spiel der Hauptdarstellerin verlasse, das Andrew als schwach beurteilte. Die vielen wortlosen und in Großaufnahme gedrehten Szenen wirkten so, als hätte Loktev eine Überdosis der Brüder Jean-Pierre und Luc Dardenne eingenommen, ohne von ihnen zu lernen.
Die TV Today befand anlässlich der Erstausstrahlung im deutschsprachigen Fernsehen auf ARTE am 9. Oktober 2007, dass die Faszination am Film gerade dadurch ausgemacht werde, dass Hintergrund und Motive der Protagonistin im Dunkeln blieben. Luisa Williams sei „beeindruckend“; die Entscheidung der Regisseurin, der Protagonistin durch den Film auf Schritt und Tritt zu folgen ließe Loktev „in der Tradition von Regisseuren wie Carl Theodor Dreyer und Robert Bresson“ stehen.

## Auszeichnungen
Zwei Tage Zwei Nächte wurde während der 59. Internationalen Filmfestspiele von Cannes (2006), wo der Film uraufgeführt wurde, von der unabhängigen Sektion Quinzaine des Realisateurs mit dem Nachwuchspreis Regard jeune ausgezeichnet. Bei den 22. Independent Spirit Awards (2007) war der Film in der Kategorie Bester Debütfilm nominiert; Loktev gewann schließlich für den Film den Someone to Watch Award.